# Denys Ramos
Denys Ramos (La Habana, 11 de junio de 1984) es un actor cubano de televisión, cine y teatro. Egresado de la Escuela Nacional de Arte en el año 2003 y del  Instituto Superior de Arte (La Habana) en el año 2013, cuenta con una amplia trayectoria en el teatro, la televisión, el cine y la radio cubana.

## Biografía
Desde sus primeros años de vida imitaba a personajes de las aventuras o los dibujos animados. Fue en una ocasión en un juego de fútbol que le preguntaron si le gustaba actuar y dijo que sí. Esa fue la primera vez que reconociera en público que la actuación sería su profesión. A los 13 años se vincula al proyecto del destacado actor Adolfo Llauradó “La terraza” donde el artista moldeó su vocación artística.
Ha participado en varias piezas teatrales del repertorio universal. Entre ellas “ Fuenteovejuna” de Lope de Vega, “ La duodécima noche” y “Sueño de una noche de Verano” de William Shakespeare, “Tango” de Sławomir Mrożek,  “El cartero de Neruda” de Antonio Skármeta, y el monólogo “Dudo” de Marie Fourquet.
En el año 2007, fue nominado al premio Caricato en la categoría de Teatro para niños y jóvenes por su interpretación del Espantapájaros en “El Mago de Oz”. Además, ha protagonizado una versión televisiva del cuento “El desertor”, del escritor cubano Enrique Serpa.
Su trabajo en la televisión comenzó con la teleserie “Los 3 Villalobos”, un punto de partida que reveló su carisma innato. Ha estado entre otros audiovisuales en las telenovelas “Tierras de fuego”, “Aquí estamos”, “La otra esquina”, “Latidos compartidos”, así como versátiles interpretaciones en aventuras, telefilmes, series policíacas e históricas. En el año 2010 recibe el premio “Adolfo Llauradó” por la novela “Aquí estamos” con el personaje de Siddhartha que es por el nombre que lo reconoce el público cubano y lo hizo famoso.
En el año 2018 obtuvo el premio “Caricato”  como mejor actuación masculina en televisión por la teleserie “De amores y esperanzas”. 
Se ha desarrollado igualmente como presentador de programas de Televisión y espectáculos.
En el cine ha trabajado en varios cortometrajes y video clips así como entre otros en los largometrajes “Zumbe” y La Red Avispa".
Desde el año 2017 ha estado realizando programas de radio: “Desde el corazón de la Habana”, “Opus Habana” y ocasionalmente “Hablando de Cuba” de las emisoras Habana Radio y Radio Taíno.

## Trabajo en teatro
| Año       | Obra                           | Autor                   | Director                            | Personaje                          |
| --------- | ------------------------------ | ----------------------- | ----------------------------------- | ---------------------------------- |
| 1995      | "Yerma"                        | Federico García Lorca   | Humberto Rodríguez                  | El niño                            |
| 1997      | "La Cucarachita Martina"       | Abelardo Estorino       | Adolfo Llauradó                     |                                    |
| 2002      | "La Verbena de la Paloma"      | Ricardo de la Vega      | Berta Martínez                      | El inspector                       |
| 2004      | “Fuenteovejuna”                | Lope de Vega            | Orietta Medina                      | El Maestre de Calatrava y Barrildo |
| 2004      | “El cartero de Neruda”         | Antonio Skármeta        | Orietta Medina                      | El cartero                         |
| 2004      | "Don Juan Tenorio"             | José Zorrilla           | Elio Martín                         | Capitán Centella                   |
| 2007      | "El mago de Oz"                | L. Frank Baum           | Fabricio Hernández y Marcela García | El espantapájaros                  |
| 2010      | "Cabaret alemán"               |                         | Carlos Díaz                         | Varios personajes                  |
| 2010      | “Sueño de una noche de Verano” | William Shakespeare     | Carlos Díaz                         | Demetrio y Teseo                   |
| 2010      | "Sławomir Mrożek ", “Tango"    | Sławomir Mrożek         | Carlos Díaz                         | Tío Eugenio                        |
| 2011-2012 | "Noche de Reyes"               | William Shakespeare     | Carlos Díaz                         | Orcino y El capitán                |
| 2010      | " El hombre que no estaba"     | Liliam Ojeda            | Anaysy Grégori Gil                  | Teniente Carlos Alonso             |
| 2012      | " El año de Kalhil Madoz"      | Agnieska Hernández      | Anaysy Grégori Gil                  | Kalhil Madoz                       |
| 2013      | "Dos de Amor "                 | Anaysy Grégori Gil      | Ángel                               |                                    |
| 2013      | " Mundo de Cristal"            | Tennessee Williams      | Verónica Lyn                        | Tom                                |
| 2013      | " No te muevas"                | Yunior García           | Anaysy Grégori Gil                  | El Chino                           |
| 2014      | " Rascacielos"                 | Maikel Díaz y Jazz Vilá | Jazz Vilá                           | Lorenzo                            |
| 2018      | " Monólogo “Dudo” "            | Marie Fourquet          | Carlos Díaz                         |                                    |

## Trabajo en cine
| Año  | Película                                       | Director                       | Personaje          |
| ---- | ---------------------------------------------- | ------------------------------ | ------------------ |
| 2000 | Cortometraje “Te Amaré                         |                                | Denys              |
| 2008 | Cortometraje de ficción “Por amor al arte      | Serguei Svoboda y Eduardo Moya | Ale el camarógrafo |
| 2010 | Videoclip Traición                             | José Carlos Martí              | Vladimir Bello     |
| 2010 | Largometraje “Zumbe”                           | Eduardo Moya                   | Luisito            |
| 2017 | Largometraje “Nido de Mantis”                  | Arturo Soto                    |                    |
| 2018 | Largometraje “Los buenos demonios”             | Gerardo Chijona                |                    |
| 2019 | "La Red Avispa"                                | Olivier Assayas                |                    |
| 2022 | Largometraje Días de gallos y sedantes (Japón) | Tsuyoshi Takashiro             | Luis               |
| 2010 | Videoclip Traición                             | José Carlos Martí              | Vladimir Bello     |

## Trabajo en televisión
| Año  | Tipo de audiovisual | Título                               | Director                                | Personaje                     |
| ---- | ------------------- | ------------------------------------ | --------------------------------------- | ----------------------------- |
| 2006 | Telenovela          | "Tierras de Fuego"                   | Noemí Cartaya                           | Ahmed                         |
| 2007 | Teleaventura        | "Los Tres Villalobos "               | Miguel Sosa                             | Pascualito o El cabo interino |
| 2008 | Telenovela          | "Aquí estamos"                       | Hugo Reyes y Cheíto                     | Siddhartha                    |
| 2010 | Teleplay            | "En la otra acera"                   | Mariela López                           | Alfredo                       |
| 2010 | Serie policíaca     | "Tras la Huella", Caso " Madera"     | Willy Franco                            | Willi                         |
| 2011 | Teleteatro          | "Mejilla con mejilla"                | Delzo Aquino (Homenaje a Rosita Fornés) |                               |
| 2011 | Serie policíaca     | "Tras la Huella", Caso “Ruleta Rusa" | Armando Toledo.                         | Conductor                     |
| 2011 | Cuento              | "El Desertor"                        | Miguel Sosa                             | Eduardo Solana                |
| 2012 | Serie policíaca     | "Tras la Huella", Caso “Tu precio"   | Loysis Inclán                           | El Riky                       |
| 2012 | Telenovela          | "Playa Leonora"                      | Armando Toledo                          | Pedro Luis (Ponche Leche).    |
| 2013 | Telenovela          | "La otra esquina"                    | Ernesto Fiallo                          | Miguel Ángel. Saxofonista.    |
| 2014 | Cuento              | "Noche mala"                         | Martha Recio                            | Abelardo                      |
| 2014 | Teleplay            | "Puentes"                            | Nohemí Cartaya                          | Issaac                        |
| 2014 | Serie policíaca     | "Confronta"                          | Loysis Inclán                           | Personaje antagónico          |
| 2014 | Telenovela          | "Latidos Compartidos"                | Consuelo Ramírez Enríquez y Felo Ruíz.  | Héctor                        |
| 2015 | Teleserie           | "De amores y esperanzas"             | Raquel González                         |                               |
| 2015 | Teleserie           | "Zoológico"                          | Richard Abella                          | Lester                        |
| 2015 | Serie               | "La Otra Guerra" (Primera Temporada) | Alberto Luberta Jr                      | Cristóbal                     |
| 2018 | Telenovela          | "La sal del paraíso"                 | Joel Infante                            | Disney                        |
| 2019 | Telenovela          | "Tú"                                 | Lester Hamlet                           | Rangel                        |
| 2019 | Serie               | "Promesas"                           | Mirtha González                         | Yosvany                       |
| 2022 | Telenovela          | "El derecho de soñar"                | Alberto Luberta Jr.                     |                               |

## Premios y nominaciones
| Premio                                 | Año  | Obra                                 | Personaje         | Resultado                               |
| -------------------------------------- | ---- | ------------------------------------ | ----------------- | --------------------------------------- |
| "Premio Caricato" de Teatro            | 2007 | "El mago de Oz"                      | El Espantapájaros | Nominado                                |
| Premio "Adolfo Llauradó" de Televisión | 2010 | Telenovela “Aquí estamos”            | Shidhartha        | Ganador                                 |
| Premio Mariposa                        | 2013 | "El cartero de Neruda"               |                   | Mención                                 |
| "Premio Caricato" de Televisión        | 2017 | "La Otra Guerra¨                     |                   | Nominado                                |
| "Premio Caricato" de Televisión        | 2018 | "Teleserie “De amores y esperanzas”. | Pavel             | Mejor actuación masculina en televisión |
| "Premio Mariposa"                      | 2018 | ¨Dudo"                               |                   | Mejor actuación masculina en teatro     |